# Кратер Амелії Ергарт
Кратер Ергарт (неофіційна назва) — кратер на Місяці. Діаметр — 190-200 км. Розташований на видимому боці, північніше Моря Ясності, на північному заході Озера Сновидінь (приблизні координати центру — 41°30′ пн. ш. 21°42′ сх. д. / 41.5° пн. ш. 21.7° сх. д.). Частково вкритий темною лавою цього озера.
Цей кратер був сильно зруйнований при утворенні басейну сусіднього Моря Ясності близько 3,9 млрд років тому. Нині він майже не виділяється в рельєфі й проявляє себе лише невеликою позитивною гравітаційною аномалією. Тому він залишався невідомим до 2015 року, коли його виявили планетологи з університету Пердью (США) при обробці гравіметричних даних, отриманих у ході програми GRAIL. Вони назвали його на честь американської письменниці і першої жінки-льочиці, яка перелетіла Атлантичний океан, Амелії Ергарт, яка працювала в цьому університеті. Станом на 2018 рік ця назва лишається неофіційною (не була затверджена Міжнародним астрономічним союзом). Вона вже фігурувала в планетній номенклатурі: раніше кратером Ергарт називався об'єкт на Венері, перейменований згодом на корону Ергарт (Earhart Corona).